# Braunsapis albitarsis
Braunsapis albitarsis är en biart som först beskrevs av Heinrich Friese 1924.  Braunsapis albitarsis ingår i släktet Braunsapis och familjen långtungebin. Inga underarter finns listade.